# 1999 w Wojsku Polskim
Kalendarium Wojska Polskiego 1999 - strona przedstawia wydarzenia w Wojsku Polskim w roku 1999.

## 1999
- dowódca 5 Kresowej Brygady Zmechanizowanej ppłk Zbigniew Smok został wyróżniony Srebrnym Medalem Opiekuna Miejsc Pamięci Narodowej[1]

## Styczeń
- do uzbrojenia Wojska Polskiego wdrożono pistolet wojskowy wz. 94

1 stycznia
- po rozformowaniu jednostek na terenie Garnizonu Gubin pozostała 5 Brygada Zmechanizowana, której dowódcą został ppłk dypl. Zbigniew Smok[2]

18 stycznia
- Centralny Węzeł Łączności Ministerstwa Obrony Narodowej otrzymał imię pułkownika prof. inż. Kazimierza Drewnowskiego[3]

## Marzec
12 marca
- wstąpienie Polski do NATO[4].

## Czerwiec
11 czerwca
- Minister Obrony Narodowej zatwierdził wzór odznaki pamiątkowej i legitymacji Departamentu Kontroli MON[5]

28 czerwca
- 10 Brygada Logistyczna otrzymała nazwę wyróżniającą „Opolska”[6]

## Lipiec
29 lipca
- Minister Obrony Narodowej zatwierdził wzór odznaki pamiątkowej i legitymacji Centralnego Węzła Łączności Ministerstwa Obrony Narodowej im. płk. prof. Kazimierza Drewnowskiego[7]

## Sierpień
9 sierpnia
- rozformowano 8 i 40 pułk lotnictwa myśliwsko-bombowego. Na ich bazie sformowano 8 eskadrę lotnictwa taktycznego w Mirosławcu, 39 elt w Świdwinie i 40 elt w Świdwinie[8]

27 sierpnia
- w 5 Brygadzie Zmechanizowanej przed rejonem zakwaterowania 1 batalionu czołgów odsłonięto tablicę pamiątkową Pułku Ułanów Karpackich[9]

28 sierpnia
- 1 batalionowi czołgów 5 BZ dowodzonemu przez mjr. Jana Rokosika wręczono sztandar ufundowany przez st. wachm. Czesława Jakubika ze Stanów Zjednoczonych[9]
- batalion czołgów 5 BZ przejął tradycje Ułanów Karpackich, które wcześniej kontynuował 73 Pułk Zmechanizowany[9]

## Wrzesień
15 września
- 5 BZ przejęła replikę sztandaru 5 Kresowej Dywizji Piechoty, nazwy wyróżniającej „Kresowa” i tradycji 5 Dywizji Wojska Polskiego[10]

18 września
- w Szczecinie z udziałem prezydenta Aleksandra Kwaśniewskiego, ministra obrony narodowej i szefa Sztabu Generalnego zainaugurowano działalność Wielonarodowego Korpusu Północ–Wschód[4].

## Październik
20 października
- Minister Obrony Narodowej zatwierdził wzór odznaki pamiątkowej i legitymacji Wojewódzkiego Sztabu Wojskowego w Krakowie[11]

## Listopad
11 listopada
- rozformowanie 10 Sudeckiej Dywizji Zmechanizowanej